# SN 2004F
SN 2004F – supernowa typu IIn odkryta 16 stycznia 2004 roku w galaktyce NGC 1285. W momencie odkrycia miała maksymalną jasność 17,80m.